# Степанци (община Щип)
Вижте пояснителната страница за други значения на Степанци.
Степанци (на македонска литературна норма: Степанци) е село в община Щип, Северна Македония.

## География
Степанци е селце разположено на 15 километра южно от град Щип.

## История
В XIX век Степанци е село в Щипска кааза на Османската империя. Според статистиката на Васил Кънчов от 1900 година в селото има 250 жители, всички турци.
След Междусъюзническата война селото остава в Сърбия. Според Димитър Гаджанов в 1916 година в Степанци живеят 37 турци.